# Croix de Fer
Croix de Fer är en bergstopp i Schweiz.   Den ligger i distriktet Martigny och kantonen Valais, i den sydvästra delen av landet, 110 km söder om huvudstaden Bern. Toppen på Croix de Fer är 2 343 meter över havet, eller 148 meter över den omgivande terrängen. Bredden vid basen är 1,7 km.
Terrängen runt Croix de Fer är mycket bergig, och sluttar norrut. Närmaste större samhälle är Martigny, 10,5 km nordost om Croix de Fer. 
Trakten runt Croix de Fer är permanent täckt av is och snö. Runt Croix de Fer är det glesbefolkat, med 19 invånare per kvadratkilometer.